# 岡宮来夢
岡宮 来夢（おかみや くるむ、1998年4月23日 - ）は、日本の俳優。長野県長野市出身。

## 略歴
2015年、第28回ジュノン・スーパーボーイ・コンテストで準グランプリを受賞。
2017年11月、所属事務所オスカープロモーションのエンターテイメント集団 男劇団 青山表参道Xのメンバーとなる。
2018年、映画『クオリアの隣で』で初主演を務める。
2019年9月、ミュージカル『刀剣乱舞』に鶴丸国永役で出演。
2020年5月31日をもって 男劇団 青山表参道X を退団。12月『5 Guys Shakespeare Act1:[HAMLET]』で舞台初主演。
2021年4月1日、自身のツイッターにてオスカープロモーションを円満退所したことを発表。11月18日にOFFICIAL FANCLUBを開設。
2022年、2.5Dアワード2021 俳優部門受賞。10月に初の写真集『kurumu』が発売、初版3万部突破・発売前重版となった。
2023年12月、一人ミュージカル、BOOK OPERA クルム童話『ケリナツス～七匹目の仔山羊～』が開幕、成功を収めた。

## 人物
- 特技は陸上、スノーボード[16]
- 野球、バスケットボール経験者。2022年から開催されている「ACTORS☆LEAGUE in Basketball」では 企画プロデューサー兼DREAM CATERPILLARS キャプテンを務めている[17]。
- 座右の銘は「謙虚、感謝」[18][12]
- 視力が悪く、コンタクトは右が-0.5、左が-1.25。手の大きさは18.7cm（セルフ測定）。足のサイズは26.5cm。腕の長さは51cm（セルフ測定）。
- 性格は家族思い・負けず嫌い・ポジティブ
- 好きな食べ物はわさび・甘いもの・からし・お寿司・抹茶
- 名前の由来は「夢に向かって努力して、その夢を実現させて、素敵な未来になるように」
- ファンの愛称は「くる民」[19]
- 小学生の頃は委員長、中学校の時は生徒会長、高校では部長を務めていた[20]。

## 出演
太字は主演。

### 映画
- クオリアの隣で （2018年1月20日）- 主演・天海理奏 役[4]

### 舞台
2018年
- SHIRO TORA〜beyond the time〜（6月14日 - 17日、AiiA 2.5 Theater Tokyo）- 蓮沼吉貞 役

2019年
- ミュージカル 刀剣乱舞 - 鶴丸国永 役 
  - 葵咲本紀（）（8月3日 - 27日、天王洲 銀河劇場 他）
  - 歌合 乱舞狂乱 2019（11月24日 - 12月22日、長野ビッグハット  他）

2020年
- ミュージカル 刀剣乱舞 静かの海のパライソ（3月21日 - 5月31日、天王洲 銀河劇場 他） - 鶴丸国永 役※3月27日 - 5月31日までの公演中止
  - 刀剣乱舞-ONLINE- 五周年記念 刀剣乱舞 大演練（年8月11日、東京ドーム） - 鶴丸国永 役※公演中止、配信トーク番組に変更

- 5 Guys Shakespeare - Act1 :[HAMLET] （11月19日 - 23日、品川プリンスホテルステラボール）- 主演・ハムレット 役

2021年
- ミュージカル 刀剣乱舞 五周年記念 壽 乱舞音曲祭 （1月9日 - 23日、東京ガーデンシアター） - 鶴丸国永 役
- ミュージカル きみはいい人、チャーリーブラウン （3月30日 - 4月23日、シアタークリエ 他）- ライナス 役
- BANANA FISH The Stage 前編（6月10日 - 20日、天王洲 銀河劇場） - 主演・奥村英二 役（W主演）
- コンサート Disney 声の王子様 Voice Stars Dream Live 2021（6月13日、ぴあアリーナMM）
- ミュージカル 王家の紋章（8月 - 9月、帝国劇場）（帝国劇場のみ出演）  - ルカ 役 （Wキャスト）
- ミュージカル 刀剣乱舞 静かの海のパライソ 2021（9月27日 - 11月25日、TOKYO DOME CITY HALL 他） - 鶴丸国永 役

2022年
- BANANA FISH The Stage -後編-（1月20日 - 2月6日、品川プリンスホテルステラボール） - 主演・奥村英二 役（W主演）※2月1日 - 6日までの公演中止
- ブルーピリオド The Stage （3月25日 - 4月3日、天王洲 銀河劇場） - 主演・矢口八虎 役
- ミュージカル 刀剣乱舞 
  - 真剣乱舞祭 2022 （5月8日 - 6月26日、サンドーム福井 他） - 鶴丸国永 役
  - 鶴丸国永 大倶利伽羅 双騎出陣 春風桃李巵（） （8月7日 - 9月4日、天王洲 銀河劇場 他） - 主演・鶴丸国永 役（W主演）※8月20日 - 28日までの公演中止

- ミュージカル The Fantasticks（10月23日 - 11月14日、シアタークリエ）- 主演・マット 役

2023年
- 進撃の巨人 -the Musical- （1月7日 - 24日、オリックス劇場 他） 主演・エレン・イェーガー役
- ミュージカル SPY×FAMILY（3月 - 5月、帝国劇場 他） - ユーリ・ブライア役（Wキャスト）
- ミュージカル 刀剣乱舞 ㊇ 乱舞野外祭（すえひろがり らんぶやがいまつり）（9月17日 - 24日、富士急ハイランド・コニファーフォレスト） - 鶴丸国永 役
- 言の葉の庭 The Garden of Words（11月9日 - 19日、品川プリンスホテルステラボール） - 主演・秋月孝雄 役（谷村美月とW主演）
- BOOK OPERA クルム童話 ケリナツス 七匹目の仔山羊（12月7日 - 17日、Mixalive TOKYO Theater Mixa） - 主演

2024年
- ミュージカル 刀剣乱舞 陸奥一蓮（）（3月10日 - 5月6日、TOKYO DOME CITY HALL 他） - 鶴丸国永 役
- ミュージカル ロミオ&ジュリエット（5月16日 - 7月15日、新国立劇場 中劇場 他） - 主演・ロミオ 役（Wキャスト）
- ATTACK on TITAN: The Musical（10月11日 - 13日、New York City Center） - 主演・エレン・イェーガー 役
- 進撃の巨人 -the Musical-（12月13日 - 22日、TOKYO DOME CITY HALL） - 主演・エレン・イェーガー 役

2025年
- 進撃の巨人 -the Musical-（1月11日 - 13日、オリックス劇場） - 主演・エレン・イェーガー 役
- 音楽朗読劇 三毛猫ホームズ（1月24日 - 2月3日、COOL JAPAN PARK OSAKA WWホール 他） - 主演・片山義太郎 役
- ミュージカル『1789 -バスティーユの恋人たち-』（4月8日 - 5月、明治座 他） - 主演・ロナン・マズリエ 役（手島章斗とWキャスト）
- ミュージカル『刀剣乱舞』目出度歌誉花舞 十周年祝賀祭（7月29日・30日、東京ドーム） - 鶴丸国永 役
- ミュージカル『四月は君の嘘』（8月 - 10月、昭和女子大学人見記念講堂 他） - 主演・有馬公生 役（東島京とWキャスト）

2026年
- ミュージカル『ISSA in Paris』（1月 - 2月〈予定〉、日生劇場 他） - 若き日の小林一茶 役

### 配信ドラマ
- PROJECTSTORE OPEN記念ドラマ サナギ 全5話 （2020年、YouTube、脚本・監督・撮影・編集 立花裕大） [56][57]

### テレビドラマ
- 覚悟はいいかそこの女子。第3話（2018年7月11日、毎日放送・TBS） - 日向芳樹 役[58]
- たびくらげ探偵日記（2022年1月7日 - 28日、MBS）- 坂牧賢治 役[59]
- 青春ミュージカルコメディ oddboys（2024年6月27日 - 8月29日、テレビ東京） - 主演・日比野憐 役（阿部顕嵐とW主演）[60]

### テレビ番組
ミュージカル 刀剣乱舞 - 鶴丸国永 役 
- ミュージックステーション ウルトラ SUPER LIVE 2019（2019年12月27日、テレビ朝日）[61]
- オダイバ!! 超次元音楽祭（フジテレビ 他）
  - 第一回（2020年1月3日）[62]
  - 第三回（2021年3月21日）[注釈 1]
  - 第五回（2022年3月20日）[64][注釈 2]
- うたコン （2020年9月1日、NHK総合）[66]
- ミュージックステーション （2020年9月11日、テレビ朝日）[67]
- 音楽の日 2021（2021年7月17日、TBS）[68]
- 2021 FNS歌謡祭（2021年12月8日、フジテレビ）[69]

#### 個人
- はやウタ（2022年10月10日、2025年6月30日、NHK総合）
- 芳雄のミュー #2（2023年5月23日、WOWOW）
- 中川晃教 Live Music Studio #17（2025年2月23日、日テレプラス）

### 配信番組
- ネルケプランニング30th ANNIVERSARY『ネルフェス2024』（2024年8月20日、日本武道館）- 鶴丸国永 役

### 単独公演・個人イベント
- 岡宮来夢単独イベント（2020年6月27日、文京シビック大ホール ）[70]※無観客配信
- 世界文化遺産比叡山延暦寺ライブ2020（2020年8月29日、比叡山延暦寺）[71] ※無観客配信ライブ
- 名古屋城ライブ2021（2021年1月31日、名古屋城）[72] ※無観客配信ライブ
- 岡宮来夢 Birthday Event 2021（2021年4月24日、長野市芸術館）
- 岡宮来夢 Birthday Event 2022（2022年4月23日、有楽町よみうりホール）
- 岡宮来夢 Birthday Event 2023 （2023年4月22日-23日、IHIステージアラウンド東京）
- くる子 ソロイベント （2023年4月22日、IHIステージアラウンド東京）
- 岡宮来夢 FCイベント 2023 〜NYe×4 Party〜 （2023年12月28日、ヒューリックホール東京）
- 岡宮来夢 Birthday Event 2024 （2024年8月17日、東京国際フォーラム ホールB7）
- 岡宮来夢 Birthday Event 2025 （2025年5月25日、ニッショーホール）

### その他・イベント
- ACTORS☆LEAGUE
  - 2021（2021年7月20日、東京ドーム）[73]
  - in Basketball 2022（2022年10月11日、東京体育館 メインアリーナ）- DREAM CATERPILLARS  キャプテン[17]
  - in Baseball 2023（2023年8月22日）[74]
  - in Basketball 2023（2023年10月11日）- DREAM CATERPILLARS キャプテン[75]
  - in Basketball 2024（2024年9月11日）- DREAM CATERPILLARS キャプテン
  - in Baseball 2025（2025年6月30日）
- 浦井健治のDressing Room Live 3（2022年2月28日、昼の部）[76]
- 海宝直人コンサート ATTENTION PLEASE!（2023年1月11日、シアタークリエ）
- Brand New Musical Concert 2024 〜Merry Christmas!〜（2024年12月24日、東京オペラシティ コンサートホール）[77]
- Thanks Musical Concert『A Happiness for You』DAY2（2025年6月29日、東京国際フォーラム ホールA）
- "ever" Naoto Kaiho 30th Concert（2025年7月4日、シアタークリエ）
- 浦井健治のココバナカフェEp.48 -49（2025年8月1日、8日）
- I LOVE MUSICAL 2025〜この曲をあなたへ〜（2025年9月6日〈予定〉、きゅりあん 大ホール）[78]
- カウントダウンミュージカルコンサート 2025-2026（2025年12月31日、東京国際フォーラム ホールA）

## ディスコグラフィ
| 発売日         | 商品名                                                         | 歌 | 楽曲                                      | 備考 |
| -------------- | -------------------------------------------------------------- | --- | ----------------------------------------- | ---- |
| 2021年2月24日  | Disney 声の王子様 Voice Stars Dream Selection III              | 岡宮来夢 | 「愛を感じて」                            |      |
| 2021年2月24日  | Disney 声の王子様 Voice Stars Dream Selection III              | 伊東健人、植田圭輔、浦田わたる、太田基裕、岡宮来夢、木村良平、島﨑信長、仲田博喜、仲村宗悟、三浦宏規、森久保祥太郎、加藤和樹、浪川大輔 | 「小さな世界」 「ミッキーマウス・マーチ」 |      |
| 2021年2月24日  | Disney 声の王子様 Voice Stars Dream Selection III Amazon特典CD | 岡宮来夢 | 「小さな世界」                            |      |
| 2021年11月19日 | Disney 声の王子様 Voice Stars Dream Live 2021 特典DISC3        | 伊東健人、植田圭輔、浦田わたる、太田基裕、岡宮来夢、木村良平、島﨑信長、仲田博喜、仲村宗悟、三浦宏規、森久保祥太郎                     | 「フィール・ザ・ラブ」                    |      |
| 2021年11月19日 | Disney 声の王子様 Voice Stars Dream Live 2021 Amazon特典CD     | 岡宮来夢 | 「ミッキーマウス・マーチ」                |      |

## 書籍

### 写真集
- kurumu（2022年10月22日、イーネット・フロンティア）[13] ISBN 978-4-8620-5955-0
- 岡宮来夢おりがみカレンダー（2022年、主婦と生活社）[79] ISBN 978-4-391-15723-9